# Nelson Agresta
Nelson Agresta, vollständiger Name Nelson Agresta del Cerro, (* 2. August 1955 in Montevideo) ist ein ehemaliger uruguayischer Fußballspieler und Trainer.

## Spielerkarriere

### Verein
Der 1,82 Meter große Mittelfeldakteur Agresta stand zu Beginn seiner Karriere 1974 in Reihen von Liverpool Montevideo. Von 1975 bis 1976 spielte er für Estudiantes de La Plata. 1977 war er für die Argentinos Juniors aktiv. In den Jahren 1979 und 1980 gehörte er der Mannschaft Nacional Montevideos in der Primera División an. 1980 wurden die „Bolsos“ Uruguayischer Meister.
Weitere Karrierestationen waren von 1981 bis 1982 River Plate Montevideo, 1983 Sud América, 1984 San Luis Quillota (13 Erstligaspiele / ein Tor), 1986 Liga de Portoviejo und 1988 Iván Mayo Villa Alemana.

### Nationalmannschaft
Agresta gehörte der uruguayischen U-20-Nationalmannschaft an, die 1974 an der Junioren-Südamerikameisterschaft in Chile teilnahm. Das Team wurde Vize-Südamerikameister. Im Verlaufe des Turniers wurde er von Trainer Carlos Silva Cabrera sechsmal eingesetzt. Einen Treffer erzielte er nicht. Er war auch Mitglied der A-Nationalmannschaft Uruguays, für die er zwischen dem 30. August 1979 und dem 4. November 1983 34 Länderspiele absolvierte und ein Länderspieltor schoss. Mit der Celeste nahm er unter Trainer Roque Máspoli an der Copa América 1979 und unter Omar Borrás an der Copa América 1983 teil. 1983 gewann er dabei mit Uruguay den Titel. 1983 siegte er mit Uruguay überdies bei der Copa Artigas. Ebenfalls kam er beim von Uruguay gewonnenen Nehru Cup 1982 und im Rahmen der Qualifikation für die Weltmeisterschaft 1982 zum Zug.

### Erfolge
- Vize-Junioren-Südamerikameister: 1974
- Copa América: 1983
- Copa Artigas: 1983
- Nehru Cup: 1982

## Trainerlaufbahn
Nach seiner aktiven Karriere schlug Agresta die Trainerlaufbahn ein.
In der ersten Hälfte der 1990er Jahre war er eine Zeitlang Trainer bei Sud América. Mindestens im Dezember 1998 betreute er die Ligaauswahl der Segunda División. 1999 war er Trainer bei River Plate Montevideo. Zu seinem Trainerteam zählte Juan Antonio Tchakidjian als „Preparador Físico“. Mitte Mai 2000 wurde vermeldet, dass er das Traineramt bei Beijing Guoan übernehmen werde.
Des Weiteren trainierte er Vereine in Brasilien, Kolumbien, Japan, China sowie in der Primera División Uruguays. Zu seinen Trainerstationen zählte der chinesische Verein Tianjin Teda. Im Jahr 2010 lebte Agresta, der auch einen spanischen Pass besitzt, in Gandía.